# 戴维·琼斯 (田径运动员)
戴维·琼斯（英語：David Jones，1940年3月11日—2023年6月1日），英国男子田径运动员，主攻短跑。他曾代表英国参加1960年夏季奥林匹克运动会田径比赛，获得男子4×100米接力铜牌。